# Orgelpfeifenkaktus

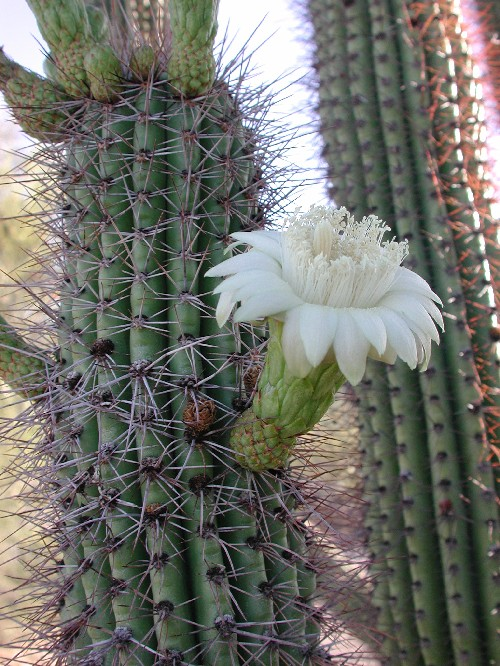
Blüte

Der Orgelpfeifenkaktus (Stenocereus thurberi) ist eine Pflanzenart in der Gattung Stenocereus aus der Familie der Kakteengewächse (Cactaceae). Das Artepitheton thurberi ehrt den US-amerikanischen Pflanzensammler George Thurber (1821–1890). Trivialnamen sind „Mehuelé“, „Órgano Marismeña“, „Organ Pipe Cactus“ und „Pitayo Dulce“. Nach der Art ist das Organ Pipe Cactus National Monument benannt.

## Beschreibung
Der Orgelpfeifenkaktus wächst groß strauch- bis baumförmig mit zahlreichen säulenförmigen Zweigen. Er ist für gewöhnlich ohne deutlichen Stamm und erreicht Wuchshöhen zwischen 1 und 8 Metern. Die an der Basis bogig aufsteigenden ansonsten aufrechten, grünen Triebe weisen Durchmesser von 5 bis 20 Zentimeter auf. Seine 12 bis 19 Rippen sind bis 2 Zentimeter hoch. Von den 1 bis 3 gräulichen bis schwärzlichen Mitteldornen ist der unterste 2 bis 5 Zentimeter lang. Die 7 bis 9 Randdornen sind gräulich und bis zu 1 Zentimeter lang.
Die weißen oder hell rosafarbenen, trichterförmigen Blüten erscheinen im oberen Teil der Triebe. Sie sind 4 bis 8 Zentimeter lang und öffnen sich in der Nacht, bleiben aber bis zum folgenden Tag geöffnet. Die kugeligen, roten Früchte haben einen Durchmesser von 3 bis 7,5 Zentimeter, sind essbar und enthalten ein rotes Fruchtfleisch.

## Verbreitung, Systematik und Gefährdung
Der Orgelpfeifenkaktus ist im US-Bundesstaat Arizona sowie den mexikanischen Bundesstaaten Sonora, Baja California, Baja California Sur und Sinaloa in Höhenlagen von bis zu 1470 m verbreitet.
Die Erstbeschreibung als Cereus thurberi erfolgte 1854 durch George Engelmann. Franz Buxbaum stellte die Art 1961 in die Gattung Stenocereus. Weitere nomenklatorische Synonyme sind Pilocereus thurberi (Engelm.) Rümpler (1885), Lemaireocereus thurberi (Engelm.) Britton & Rose (1909), Neolemaireocereus thurberi (Engelm.) Backeb. (1944), Marshallocereus thurberi (Engelm.) Backeb. (1951), Rathbunia thurberi (Engelm.) P.V.Heath (1992) und Glandulicereus thurberi (Engelm.) Guiggi (2012).
Es werden zwei Unterarten unterschieden:
- Stenocereus thurberi subsp. thurberi
- Stenocereus thurberi subsp. littoralis (K.Brandegee) N.P.Taylor

Die Unterart littoralis ist mit Wuchshöhen von unter 3 Metern wesentlich kleiner. Ihre Sprosse erreichen nur Durchmesser zwischen 5 und 7 Zentimeter. Sie ist ausschließlich an der Südspitze von Baja California Sur verbreitet.
In der Roten Liste gefährdeter Arten der IUCN wird die Art als „Least Concern (LC)“, d. h. als nicht gefährdet geführt.

## Verwendung
Die Seri, eine im mexikanischen Bundesstaat Sonora lebende Gruppe Einheimischer, erntet die Früchte des Orgelpfeifenkaktus. Die Stämme werden medizinisch genutzt. Seine holzigen Rippen werden als Baumaterial und seine Rinde als Bootsabdichtung verwendet.

## Nachweise